# Loek van der Leeden
Loek van der Leeden (Wageningen, 2 januari 1941 - aldaar, 19 februari 2018) was een Nederlands dirigent, componist en pianist.
Zijn vader had een muziekschool in Wageningen en was tevens dirigent van diverse zangkoren. Van der Leeden verving zijn vader als dirigent al op 17-jarige leeftijd. Hij studeerde piano (bij Theo Bruins), viool en koordirectie aan het Utrechts Conservatorium.
Na zijn studie werkte hij als muziekdocent aan een middelbare school en gaf hij privéles. Hij werd dirigent van een groot aantal zangkoren en verleende zijn medewerking aan veel concerten als dirigent en pianist. Als pianist was hij, samen met organist Jan van Weelden meestal de vaste begeleider van de koren van dirigent Arie Pronk. Van der Leeden was ook vaak te zien op televisie bij programma's met geestelijke muziek van de NCRV en de EO, zoals het kerstconcert in De Doelen in Rotterdam en Nederland Zingt. Hij componeerde diverse liederen en koorarrangementen, waaronder gospel, oratoria, musicals en operas.
In 2008 vierde hij zijn 50-jarig jubileum als componist, dirigent en pianist. In hetzelfde jaar beëindigde hij zijn muziekcarrière; door een infectie had hij geen gevoel meer in zijn voeten en werden zijn vingers stijf. Hij overleed in 2018 op 77-jarige leeftijd.
- International Standard Name Identifier: 0000 0004 6165 2221
- MusicBrainz: 67c3f1cf-4e0f-446c-ba15-1a6d3bce61ac
- Nederlandse Thesaurus van Auteursnamen: 099088797
- Virtual International Authority File: 283337709
- WorldCat: E39PBJr3rcqXy6h44y7GfjH9jC